# ورزشگاه شهر آموزش
ورزشگاه اجوکیشن سیتی (عربی: إستاد المدینة التعلیمیة) یک ورزشگاه فوتبال است که در الریان قطر قرار دارد و به عنوان مکانی برای برگزاری جام جهانی فوتبال ۲۰۲۲ در قطر ساخته شده‌است. این ورزشگاه در محوطه دانشگاه‌های شهر آموزش بنیاد قطر واقع شده‌است.

## موقعیت
این ورزشگاه در حدود ۷ کیلومتری شمال غربی دوحه «الریان» قطر واقع شده‌است.

## معماری

### گنجایش
ورزشگاه شهر آموزش ظرفیت ۴۰۰۰۰ صندلی را به خود اختصاص داده، پس از برگزاری جام جهانی فوتبال ۲۰۲۲ظرفیت آن به ۲۵۰۰۰ هزار صندلی برای استفاده تیم‌های ورزشی دانشگاهی کاهش یافت.

### طراحی
معماری اسلامی که عنوان معماری ملی در کشور قطر محسوب می‌شود، در ساخت این ورزشگاه در ترکیب با معماری مدرن مورد استفاده قرار گرفته‌است. سقف ورزشگاه با پانل‌های فلزی پوشانده شده و کل سازه به صورت الماس چیده شده‌است. سایبان متشکل از کابل‌های فولادی کششی است که به عنوان پایه ای برای بخش‌های خرپا فولادی عمل می‌کند. قسمت بیرونی ساختمان با ۵۲۰۰ مثلث که به اشکالی شبیه الماس به یکدیگر متصل شده‌اند تزئین شده‌است، همچنین درخشش و تغییر رنگ آنها بسته به زاویه تابش خورشید در طول روز تغییر می‌کند.
دلایل عنوان شده باعث شد قطری‌ها لقب «الماس صحرا» را به این ورزشگاه بدهند.
به عقیده سازندگان این ورزشگاه طراحی الماس مانند آن نشان دهنده کیفیت، دوام و انعطاف‌پذیری آن است.
این ورزشگاه با تنها ۲۰ درصد مصالح ساختمانی به کار رفته به رنگ سبز شناخته می‌شود و در میان پایدارترین ورزشگاه‌های جهان از نظر زیست‌محیطی قرار دارد. همچنین در می ۲۰۱۹، ورزشگاه شهر آموزش رتبه پنج ستاره GSAS را دریافت کرد.

### امکانات ویژه
همانند دیگر ورزشگاه‌های قطر این ورزشگاه نیز از فناوری‌های خنک‌کننده پیشرفته بهره می‌برد. نمای این ورزشگاه در شب با دیودهای LED روشن می‌شود و مجهز به پنل‌های خورشیدی است که ۲۰ درصد انرژی مورد نیاز ورزشگاه را تأمین می‌کند. یکی دیگر از امکانات این ورزشگاه دسترسی آسان و مخصوص برای هواداران دارای معلولیت است. سایر امکانات موجود در این مجموعه چندین زمین تمرین فوتبال، زمین گلف و فروشگاه‌های بزرگ است.

## افتتاح
در ۳۰ سپتامبر ۲۰۱۹، فیفا ورزشگاه شهر آموزش را به عنوان میزبان مسابقه مقام سوم و فینال جام باشگاه‌های جهان ۲۰۱۹ در قطر اعلام کرد. این ورزشگاه همچنین میزبان اولین بازی لیورپول در نیمه نهایی بود، اما در ۷ دسامبر ۲۰۱۹ افتتاح رسمی ورزشگاه شهر آموزش تا اوایل سال ۲۰۲۰ به تعویق افتاد بدین ترتیب بازی افتتاحیه لیورپول، فینال و مسابقه مقام سوم همگی به ورزشگاه بین‌المللی خلیفه دوحه منتقل شد.
در جام باشگاه‌های جهان ۲۰۲۰ قطر بار دیگر میزبان برگزاری این مسابقات شد. ورزشگاه شهر آموزش با افتتاح رسمی در ۱۵ ژوئن ۲۰۲۰ یکی از مکان‌های برگزاری این مسابقات بود. یک بازی دور دوم، یک بازی نیمه نهایی، مسابقه مقام سوم و فینال بین بایرن مونیخ و UANL همگی در این ورزشگاه برگزار شد. همچنین دراین سال ورزشگاه شهر آموزش میزبان مسابقات منطقه شرق و غرب لیگ قهرمانان آسیا ۲۰۲۰ بود.

## سیستم حمل و نقل
ایستگاه مترو شهر آموزش با فاصله حدودی ۱۰ دقیقه پیاده‌روی از ورزشگاه قرار دارد. این ایستگاه در امتداد خط سبز مترو قطر است که از مرکز دوحه به‌سمت شرق کشیده شده‌است.

## نتایج مسابقات اخیر

### جام عرب فیفا ۲۰۲۱
| تاریخ          | زمان       | تیم شماره١    | نتیجه | تیم شماره٢    | گروه           | حضور   |
| -------------- | ---------- | ------------- | ----- | ------------- | -------------- | ------ |
| ۱ دسامبر ۲۰۲۱  | ساعت ۲۲:۰۰ | عربستان سعودی | ۰–۱   | اردن          | گروه C         | ۴۷۷۷   |
| ۳ دسامبر ۲۰۲۱  | ساعت ۱۶:۰۰ | عمان          | ۱–۲   | قطر           | گروه الف       | ۲۳٬۲۵۴ |
| ۴ دسامبر ۲۰۲۱  | ساعت ۲۲:۰۰ | فلسطین        | ۱–۱   | عربستان سعودی | گروه C         | ۳٬۰۷۵  |
| ۷ دسامبر ۲۰۲۱  | ساعت ۲۲:۰۰ | لبنان         | ۱–۰   | سودان         | گروه D         | ۵۹۹۱   |
| ۱۰ دسامبر ۲۰۲۱ | ساعت ۱۸:۰۰ | تونس          | ۲–۱   | عمان          | یک چهارم نهایی | ۲۱٬۳۲۹ |

### جام جهانی فوتبال ۲۰۲۲
ورزشگاه شهر آموزش میزبان هشت بازی در جام جهانی فوتبال ۲۰۲۲ بود.
| تاریخ          | زمان       | تیم شماره١ | نتیجه                           | تیم شماره٢    | گروه           | حضور   |
| -------------- | ---------- | ---------- | ------------------------------- | ------------- | -------------- | ------ |
| ۲۲ نوامبر ۲۰۲۲ | ساعت ۱۶:۰۰ | دانمارک    | ۰ – ۰                           | تونس          | گروه D         | ۴۲٬۹۲۵ |
| ۲۴ نوامبر ۲۰۲۲ | ساعت ۱۶:۰۰ | اروگوئه    | ۰–۰                             | کرهٔ جنوبی     | گروه H         | ۴۱٬۶۶۳ |
| ۲۶ نوامبر ۲۰۲۲ | ساعت ۱۶:۰۰ | لهستان     | ۲–۰                             | عربستان سعودی | گروه C         | ۴۴٬۲۵۹ |
| ۲۸ نوامبر ۲۰۲۲ | ساعت ۱۶:۰۰ | کرهٔ جنوبی  | ۲–۳                             | غنا           | گروه H         | ۴۳٬۹۸۳ |
| ۳۰ نوامبر ۲۰۲۲ | ساعت ۱۸:۰۰ | تونس       | ۱–۰                             | فرانسه        | گروه D         | ۴۳٬۶۲۷ |
| ۲ دسامبر ۲۰۲۲  | ساعت ۱۸:۰۰ | کرهٔ جنوبی  | ۲–۱                             | پرتغال        | گروه H         | ۴۴۰٬۹۷ |
| ۶ دسامبر ۲۰۲۲  | ساعت ۱۸:۰۰ | مراکش      | ۰–۰ (۳–۰) ضربات پنالتی (فوتبال) | اسپانیا       | دور ۱۶         | ۴۴٬۶۶۷ |
| ۹ دسامبر ۲۰۲۲  | ساعت ۱۸:۰۰ | کرواسی     | ۱–۱ (۴–۲) ضربات پنالتی (فوتبال) | برزیل         | یک چهارم نهایی | ۴۳٬۸۹۳ |

### جام ملت‌های آسیا ۲۰۲۳
ورزشگاه شهر آموزش میزبانی شش مسابقه در جام ملت‌های آسیا ۲۰۲۳ را برعهده داشت.

| تاریخ          | زمان       | تیم شماره١    | نتیجه                  | تیم شماره٢        | گروه           | حضور   |
| -------------- | ---------- | ------------- | ---------------------- | ----------------- | -------------- | ------ |
| ۱۴ ژانویه ۲۰۲۴ | ساعت ۲۰:۳۰ | ایران         | ۴–۱                    | فلسطین            | گروه C         | ۲۷٬۶۹۱ |
| ۱۹ ژانویه ۲۰۲۴ | ساعت ۱۴:۳۰ | عراق          | ۲–۱                    | ژاپن              | گروه D         | ۳۸٬۶۶۳ |
| ۲۳ ژانویه ۲۰۲۳ | ساعت ۱۸:۰۰ | ایران         | ۲–۱                    | امارات متحدهٔ عربی | گروه C         | ۳۴٬۲۵۹ |
| ۲۵ ژانویه ۲۰۲۴ | ساعت ۱۸:۰۰ | عربستان سعودی | ۰–۰                    | تایلند            | گروه F         | ۳۸٬۷۷۳ |
| ۳۰ ژانویه ۲۰۲۴ | ساعت ۱۹:۰۰ | عربستان سعودی | ۱–۱ (۲–۴) ضربات پنالتی | کرهٔ جنوبی         | یک هشتم نهایی  | ۴۲٬۳۸۹ |
| ۳ فوریه ۲۰۲۴   | ساعت ۱۴:۳۰ | ایران         | ۲–۱                    | ژاپن              | یک چهارم نهایی | ۳۵٬۶۴۰ |